# William Frederick Fisher
William Frederick Fisher (1. duben 1946 Dallas, Texas, Spojené státy) je americký kosmonaut, lékař, který se aktivně zúčastnil sedmidenního letu raketoplánem v roce 1985.

## Životopis
Absolvoval střední školu North Syracuse Central High School.
Vysokoškolská vzdělání lékaře a biologa získal na Stanfordově univerzitě (1968) , University of Florida (1969-1971, 1975) a na University of Houston. Od 7. července 1980 byl přijat do NASA, absolvoval potřebný výcvik budoucích astronautů a v roce 1985 absolvoval jeden let v raketoplánu. Od roku 1993 byl doktor Fischer zaměstnán na Regional Medical Center, Webster v Texasu

## Let do vesmíru
Byl účastníkem letu STS-51-I, katalogizovaný v COSPAR jako 1985-076A. Jednalo se o šestý let raketoplánu Discovery. Odstartovali 27. srpna 1985 z kosmodromu Eastern Test Range ( součást Kennedy Space Center), ve vesmíru strávili 170 hodin, tj. 7 dní, na Zem se vrátili 3. září 1985 (základna Edwards AFB). Během letu Dr. Fisher, který v pětičlenné posádce působil jako letový specialista, absolvoval dva výstupy EVA do volného vesmíru v úhrnné délce téměř 12 hodin.